# Idaea consericeata
Idaea consericeata är en fjärilsart som beskrevs av Louis Beethoven Prout 1913. Idaea consericeata ingår i släktet Idaea och familjen mätare. Inga underarter finns listade i Catalogue of Life.